# ミッキー・ヤマモト
ミッキー・ヤマモト（1951年11月12日 - ）は、日本のベーシスト・ソングライター。元柳ジョージ&レイニーウッドのメンバー。兵庫県出身。

## 経歴
- MSGで、豊島修一（もんた&ブラザーズ）、後藤納央人（加藤友彦BAND他etc）と共に、東京・横浜のライブハウスを中心に活動中。
  - 2006年に結成されたMSGは、その後ライブ活動を続け、3年後の2009年11月1 日に1stアルバム「1969」を発売。全10曲中、9曲はミッキー・ヤマモトの作詞・作曲であり、50代半ばを過ぎた男のドラマをロックにした力強く切ないアルバムに仕上がっている。ライブでは、ミッキー・ヤマモトのボーカルによる「柳ジョージ&レイニーウッド」のナンバーも数曲は必ずセットリストに入る。
- 2012年頃より、旧友の鈴木ゴボウ（ドラム）、寺中名人（ギター・ボーカル）とのCreamトリビュートバンドGreamを復活させ、池袋Adm（アダム）や渋谷duo_MUSIC_EXCHANGEなどで精力的に活動を行っている。Greamは張り詰めた空気で、緊張感に溢れたアドリブの掛け合いを展開する。